# Карачи
Карачи (урд. کراچی) је највећи град у Пакистану и главни град пакистанске регије Синд. Он је седми најнасељенији град у свету и 8. најнасељенији метрополитански град у свету. Рангиран као бета светски град, овај град је пакистански премијерни индустријски и финансијски центар. Карачи је исто тако пакистански најкосмополитскији град. Карачи је финансијски и трговачки центар и највећа лука Пакистана. Налази се на обали Арабијског мора, северозападно од делте Инда. Према подацима из 2017. у граду је живело 14.910.352 становника.
Мада је регион Карачија био насељен миленијумима, град је основан као утврђено село звано Kolachi 1729. године. Значај насеља је драстично порастао с доласком Британске источноиндијске компаније средином 19. века, која не само да је започела велике радове да претвори град у значајну луку, већ и да га повеже и са својом обимном железничком мрежом. До времена поделе Британске Индије, град је био највећи у Синду са процењеном популацијом од 400.000. Након независности Пакистана, градска популација се драматично повећала са доласком стотина хиљада муслиманских избеглица из Индије. Град је доживео брз економски раст након независности, привлачећи мигранте из целог Пакистана и јужне Азије.
Карачи је један од Пакистанских најсветовних и друштвено либералних градова. Он је исто тако у највећој мери лингвистички, етнички и религиозно разноврстан град у Пакистану. Са популацијом самог града од 14,9 милиона према пакистанском попису из 2017, Карачи се сматра да је други најваћи град након Џакарте међу земљама са муслиманском већином, и да је 10. најнасељенија урбана агломерација у свету. Карачи је један од најбрже растућих градова, и има заједнице које представљају скоро сваку етничку групу у Пакистану. Карачи је дом за преко 2 милиона бангладешких имиграната, 1 милион афганистанских избеглица, и до 400.000 Рохинџанаца из Мјанмара.
Карачи је сад пакистански премијерни индустријски и финансијски центар. Град има формалну економију која се процењује да је вредна $113 милијарди по подацима из 2014. Карачи сакупља више од једне трећина пакистанских пореских прихода, и генерише приближно 20% пакистанског БДП. Око 30% пакистанског индустријског производа долази из Карачија, док луке Карачија прослеђују око 95% пакистанске спољашње трговине. Приближно 90% мултинационалних корпорација који оперишу у Пакистану имају седишта у Карачију. До 70% радне снаге града је запослено у неформалној економији, која се типично не укључује у БДП прорачуне.
Познат као „град светала” током 1960-тих и 1970-тих је био познат по свом живом ноћном животу, Карачи је био оптерећени оштрим етничким, секташким и политичким конфликтом током 1980-тих са пристизањем наоружања током Совјетско-афганског рата. Град је постао добро познат по својим високим нивоима насилног криминала, али је степен евидентираних злочина значајно смањен након контроверзне операције против криминалаца, коју су MQM политичка партија и исламистички милитанти иницирали 2013, посредством пакистанских ренџера. Градска стопа убиства у 2015. години је смањена за 75% у односу на 2013. годину, и киднаповања су смањена за 90%, а са побољшаним сигурносним окружењем дошло је до оштрог повећања цена некретнина.

## Историја
Карачи је познат још од античких времена. Крокола је било место, где је Александар Македонски припремао флоту за повратак у Вавилонију након кампање у долини Инда. Арапима је био познат као Дебал. Према легенди од рибарског насеља је до краја 1700—их настао град, који је започео трговину са прекоморским земљама. Тада је саграђена и тврђава за заштиту луке. Британска источноиндијска компанија је освојила град 1839. Енглези су схватили значај луке за извоз, па су развили и проширили луку. Током Првог индијског рата за независност 1857. побуњеници су преузели контролу над градом од Енглеза, али Енглези су победили побуњенике и поново успоставили контролу над градом. Прва телеграфска порука између Индије и Енглеске била је 1864. између Карачија и Лондона.
У Карачију је рођен оснивач Пакистана Мухамед Али Џина. До 1899. Карачи је постао највећа лука Истока за извоз пшенице. До 1914. постао је највећа лука за извоз жита у Британској империји. Када је Пакистан постао независан 1947. Карачи је постао главни град. Приликом поделе Индије дошло је много избеглица из Индије у Карачи. Те избеглице су се звале мухаџири. Равалпинди је постао 1958. главни град Пакистана. Током осамдесетих и деведесетих година двадесетог века у Карачи је дошло много избеглица из Авганистана. У Карачију су избијали сукоби различитих група, посебно између мухаџира и других група.

## Географија

### Клима
| Клима Карачија                | Клима Карачија | Клима Карачија | Клима Карачија | Клима Карачија | Клима Карачија | Клима Карачија | Клима Карачија | Клима Карачија | Клима Карачија | Клима Карачија | Клима Карачија | Клима Карачија | Клима Карачија |
| Показатељ \ Месец             | .Јан.          | .Феб.          | .Мар.          | .Апр.          | .Мај.          | .Јун.          | .Јул.          | .Авг.          | .Сеп.          | .Окт.          | .Нов.          | .Дец.          | .Год.          |
| ----------------------------- | -------------- | -------------- | -------------- | -------------- | -------------- | -------------- | -------------- | -------------- | -------------- | -------------- | -------------- | -------------- | -------------- |
| Апсолутни максимум, °C (°F)   | 32,8 (91)      | 36,1 (97)      | 41,5 (106,7)   | 44,4 (111,9)   | 47,8 (118)     | 47,0 (116,6)   | 42,2 (108)     | 41,7 (107,1)   | 42,8 (109)     | 43,3 (109,9)   | 38,5 (101,3)   | 34,5 (94,1)    | 47,8 (118)     |
| Максимум, °C (°F)             | 25,8 (78,4)    | 27,7 (81,9)    | 31,5 (88,7)    | 34,3 (93,7)    | 35,2 (95,4)    | 34,8 (94,6)    | 33,1 (91,6)    | 31,7 (89,1)    | 32,6 (90,7)    | 34,7 (94,5)    | 31,9 (89,4)    | 27,4 (81,3)    | 31,7 (89,1)    |
| Просек, °C (°F)               | 18,1 (64,6)    | 20,2 (68,4)    | 24,5 (76,1)    | 28,3 (82,9)    | 30,5 (86,9)    | 31,4 (88,5)    | 30,3 (86,5)    | 28,9 (84)      | 28,9 (84)      | 27,9 (82,2)    | 23,9 (75)      | 19,5 (67,1)    | 26,0 (78,8)    |
| Минимум, °C (°F)              | 10,4 (50,7)    | 12,7 (54,9)    | 17,6 (63,7)    | 22,3 (72,1)    | 25,9 (78,6)    | 27,9 (82,2)    | 27,4 (81,3)    | 26,1 (79)      | 25,2 (77,4)    | 21,0 (69,8)    | 15,9 (60,6)    | 11,6 (52,9)    | 20,3 (68,5)    |
| Апсолутни минимум, °C (°F)    | 0,0 (32)       | 3,3 (37,9)     | 7,0 (44,6)     | 12,2 (54)      | 17,7 (63,9)    | 22,1 (71,8)    | 22,2 (72)      | 20,0 (68)      | 18,0 (64,4)    | 10,0 (50)      | 6,1 (43)       | 1,3 (34,3)     | 0,0 (32)       |
| Количина кише, mm (in)        | 6,0 (0,236)    | 9,8 (0,386)    | 11,7 (0,461)   | 4,4 (0,173)    | 0,0 (0)        | 5,5 (0,217)    | 85,5 (3,366)   | 67,4 (2,654)   | 19,9 (0,783)   | 1,0 (0,039)    | 1,8 (0,071)    | 4,4 (0,173)    | 217,4 (8,559)  |
| Сунчани сати — месечни просек | 270,7          | 249,4          | 271,6          | 277,4          | 299,1          | 231,8          | 155,0          | 147,7          | 218,8          | 283,5          | 273,3          | 272,0          | 2.950,3        |
| Извор #1: NOAA                |                |                |                |                |                |                |                |                |                |                |                |                |                |
| Извор #2: PMD (екстрими)      |                |                |                |                |                |                |                |                |                |                |                |                |                |

## Становништво
Према подацима из 2016. у граду је живело 24.300.000 становника.
| 1981.     | 1998.     | 2006.      | 2013.      | 2016.      |
| --------- | --------- | ---------- | ---------- | ---------- |
| 5.208.132 | 9.269.265 | 11.969.284 | 23.500.000 | 24.300.000 |

Град је 1941. имао 435.887 становника. Већ 1951. имао је 1.068.459 становника. Када је дошло до поделе Индије 1947. у Карачи је дошло много избеглица, а са друге стране привукао је многе као главни град нове државе Пакистана. Избеглице које су дошле у град су углавном говорили урду и познати су као Мухаџири.
Мухаџири су дошли из разних делова Индије и са собом су донели своје обичаје. Нова влада Пакистана је тада дала Мухаџирима имовину хиндуса, који су напустили Карачи. Мухаџири су створили доминантну политичку већину у граду, што је довело до каснијих сукоба са староседеоцима из Синда. Након совјетске инвазије Авганистана у Карачи је дошло јако много избеглица из Авганистана.

## Проблеми
Због наглог развоја и великог прилива становништва Карачи се суочава са низом проблема. Постоји велики проблем саобраћајних гужви, а 550 људи годишње погине у саобраћајним несрећама. Загађење ваздуха је 20 пута веће од стандарда Светске здравствене организације. У задње време појављују се нови проблеми са редукцијама воде и струје. Током летних врућина 2006. редукције струје су трајале неколико сати сваки дан. Редукције воде су постале уобичајена појава.

## Привреда
Карачи је финансијски центар Пакистана. Већина пакистанских банака има седишта у Карачију. Највећа берза Пакистана је у Карачију. Највећа лука и највећи аеродром Пакистана се налазе у Карачију. У задње време многе мултинационалне компаније су успоставиле своје уреде у Карачију. Посебно је значајно јачање присуства и улагања страних компанија из сектора информационих технологија и телекомуникација.